# Назарян, Карен Аршакович
Каре́н Арша́кович Назаря́н (арм. Կարեն Արշակի Նազարյան, 29 ноября 1966, Ереван) — армянский дипломат.
- 1983—1988 — факультет восточных исследований Ереванского государственного университета.
- 1988—1991 — Московская дипломатическая академия исследований внешней политики.
- 1991—1992 — работал в военно-политическом отделе министерства иностранных дел Армении.
- 1992—1994 — посланник Армении в России.
- 1994—1996 — руководитель аппарата министерства иностранных дел Армении.
- 1996—2002 — постоянный представить, а затем посол Армении в ООН и других международных организаций (Женева).

Вице-президент мировой конференции против расизма и расовой дискриминации (Дурбан).
Председатель 8-й встречи государственных сторон к соглашению ООН против насилия (Женева).
Глава делегации международных форумов и конференций.
- 2002—2005 — советник министра иностранных дел Армении.

Член межправительственной комиссии Армения—США.
Член ранжирования и квалификации комиссии министерства иностранных дел Армении.
- 2005 — 2009 — чрезвычайный и уполномоченный посол Армении в Иране. Имеет ранг чрезвычайного и уполномоченного посла.
- С января 2006 — член межправительственной комиссии Армения—Иран.
- 2009 — 2014 — постоянный представитель Армении в ООН.
- С 2014 — заместитель министра иностранных дел Армении.

## Награды
- Медаль «За заслуги перед Отечеством» II степени (28 декабря 2015 года) — за активную поддержку в организации мероприятий, посвящённых 100-летию Геноцида армян[1].
- Медаль Мхитара Гоша (3 сентября 2011 года) — по случаю 20-летия независимости Республики Армения, за значительные заслуги в области дипломатии[2].